# Trail Riders
Trail Riders è un film del 1942 diretto da Robert Emmett Tansey.
È un film western statunitense con David Sharpe, John 'Dusty' King e Max Terhune (accreditato come Max 'Alibi' Terhune). Fa parte della serie di 24 film western dei Range Busters, realizzati tra il 1940 e il 1943 e distribuiti dalla Monogram Pictures.

## Produzione
Il film, diretto da Robert Emmett Tansey su una sceneggiatura di Frances Kavanaugh con il soggetto dello stesso Tansey, fu prodotto da George W. Weeks per la Monogram Pictures tramite la società di scopo Range Busters e girato nel Walker Ranch a Newhall in California nel settembre del 1942. Il titolo di lavorazione fu Dead Men Don't Ride. Il brano della colonna sonora Oh! Susanna è accreditato a Stephen Foster (parole e musica).

## Distribuzione
Il film fu distribuito negli Stati Uniti dal 4 dicembre 1942 al cinema dalla Monogram Pictures.

## Promozione
Le tagline sono:
- "THE RANGE BUSTERS BACK THEIR WORDS WITH STRAIGHT SHOOTING!".
- "THE RANGE BUSTERS DISH OUT TRIPLE dynamite! ".
- "They're sworn to wipe out a gang of "sneak" killers!".
- "RIDIN' HERD on BANDITS! ".
- "Your western favorites in new gun-smoked, fight-studded adventures! Hotter'n a pistol barrel!".